# Flascó netejador de gasos

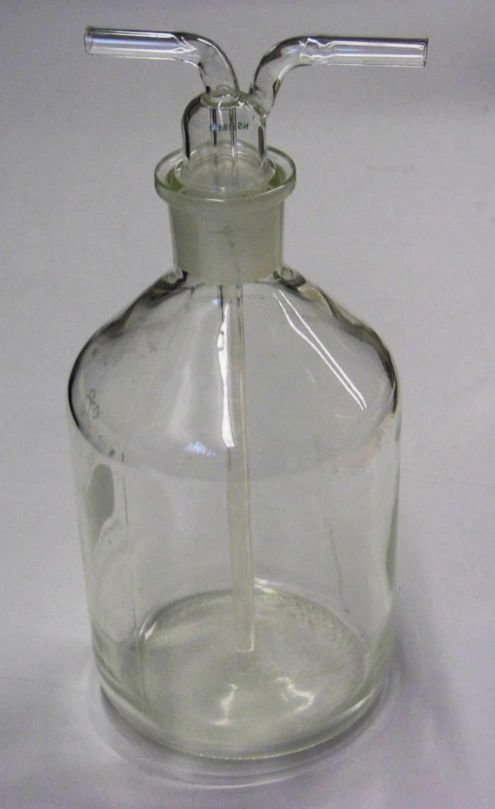
Flascó netejador de gasos. A l'esquerra, l'entrada dels gasos i a la dreta, la sortida.

Un flascó netejador de gasos és un recipient emprat als laboratoris per eliminar impureses dels gasos que s'han produït mitjançant una reacció química.
Els flascons netejadors de gasos estan fabricats en vidre i consten d'un recipient que s'omple amb una dissolució d'un reactiu químic que ha de reaccionar amb la substància que es vol eliminar de la mescla de gasos obtinguda. Aquesta mescla de gasos entra per un tub des de la part superior del flascó i arriba fins al fons del recipient. Els gasos bombollegen en sortir-ne, i es posen en contacte amb la dissolució, que reté les impureses. El gas pur, que no reacciona, surt per la superfície de la dissolució i després per una sortida que hi ha a la part superior del flascó. Si s'han d'eliminar diverses impureses s'han de disposar en sèrie diversos flascons netejadors amb dissolucions diferents que eliminin cadascuna un tipus d'impuresa.